# Basso Scebeli
Basso Scebeli (in somalo Shabeellaha Hoose; in arabo شبيلي السفلى Shabaylī as-Suflá) è una regione della Somalia (25.285 km²; 1.400.000 abitanti) con capoluogo Merca. Confina con le regioni di Benadir, Basso Giuba, Hiran, Bai e Medio Giuba ed è bagnata dall'Oceano Indiano. Si trova nello Stato federale della Somalia sud-occidentale.
Il suo nome proviene dal fiume Uebi Scebeli che passa in questa regione.

## Province
- Afgoi
- Brava
- Genale
- Curtum Uaro
- Merca
- Coriolei
- Sablale
- Uanle Uen

## Altre città
- Barire